# Antonio D'Almeida
António Maria Vaz Antunes de Almeida que nasceu em Santarém, no dia 29 de Agosto de 1988, é um cavaleiro tauromáquico português.
É filho de Jorge Manuel d'Almeida, também cavaleiro tauromáquico, e de sua mulher Luísa Proença de Campos Vaz Antunes.
Começou a montar a cavalo em criança. Iniciou-se como cavaleiro amador numa novilhada em Almeirim no dia 27 de Maio de 2002. No mesmo ano, somou seis festivais com apenas 13 anos. Interrompeu a sua carreira como cavaleiro amador durante dois anos, dedicando-se ao toureio a pé na escola da Golegã, como bezerrista, atuando em vários festivais. Aos 15 anos retomou a sua carreira como cavaleiro amador na Chamusca. Um ano depois, fez a prova de praticante num festival em Azambuja com António Ribeiro Telles, Tomás Capozano e Eugénio de Mora.
Tirou a alternativa portuguesa na monumental "Celestino Graça" em Santarém no dia 10 de Junho de 2015. Triunfou na alternativa, que lidou com garra e saber o mais complicado dos seus belíssimos toiros do ganadeiro José Luis Vasconcellos d'Andrade (Sommer), sérios e a impor emoção na praça. A lide da alternativa foi cedida pelo seu pai e padrinho d'alternativa, Jorge D'Almeida, que se despedia das arenas nesse mesmo dia. A sua última lide foi a duo, entre pai e filho.
A alternativa espanhola foi na Praça de Arévalo (Ávila), no dia 7 de Julho de 2010. Numa corrida onde compartiu o cartel com o Pablo Hermoso de Mendoza, padrinho de alternativa e Leonardo Hernandez como testemunha, com a saída dos três rejoneadores, a ombros pela porta grande.